# Bunuri mobile din domeniul istorie clasate în patrimoniul cultural național al României aflate în județul Galați
Acestă listă conține bunurile mobile din domeniul istorie clasate în Patrimoniul cultural național al României aflate la momentul clasării în județul Galați.

## Tezaur
| Foto | Informații generale                                                                    | Detalii tehnice | Descriere | Deținător                 | Legături |
| ---- | -------------------------------------------------------------------------------------- | --- | --- | ------------------------- | -------- |
|      | Iatagan cu teacă Autor: Osman, Mehmed                                                  | Datare: Sec. XIX (1807-1808) Școală: Turcesc Dimensiuni: L: 67,5 cm; L lamă: 53 cm; L teacă: 60 cm Material: argint; oțel; lemn; fir de argint                                     | Lama, din oțel de Damasc, curbă spre interior, prevăzută cu un șanț spre muchia netăioasă; lama are în partea stângă, la mijloc, o inscripție într-un "cartuș" ornamental și în partea dreaptă un alt ornament vegetal; inscripția ne oferă elemente privind executantul piesei, datarea și posesorul acesteia; mânerul din metal, îmbrăcat în lemn, placat cu argint aurit, cu decor filigranat, cu două rânduri de caboșoane din argint; capul mânerului în formă de aripioare; pe ambele laturi un decor liniar dublu, în tehnica "au repousse"; partea ornamentală este dispusă și la brățara de la partea inferioară a mânerului, care se prelungește și spre muchia netăioasă a lamei; placată cu argint, cu ornamente liniare, fitomorfe și bumbi; vârful tecii se termină într-un cap de pește. | Muzeul de Istorie, Galați | Cimec    |
|      | Tun - țeavă                                                                            | Datare: Sec. XIX Școală: Oriental Dimensiuni: L: 163 cm; Calibru: 120 mm Material: bronz                                                                                           | Țeavă de tun pentru vasele fluviale; din bronz; cu inscripție reprezentând turaua sultanului Mahmud al II-lea. | Muzeul de Istorie, Galați | Cimec    |
|      | Pumnal cu teacă                                                                        | Datare: Sec. XIX Școală: Caucazian Dimensiuni: L: 54,5 cm; L lamă: 41 cm; L teacă: 41,5 cm Material: lemn; oțel; os; piele; aur                                                    | Lamă dreaptă, cu două tăișuri și șanț median lățit, pe ambele părți; pe partea exterioară a lamei două păsări cu aripile în zbor care flanchează un ornament vegetal, încrustate cu filigran aurit; mânerul metalic cu plăsele din os, fixate cu trei butoni; butonii exteriori sunt identici, de formă florală, cu bulbi pronunțați spre exterior, încrustați cu filigran aurit; partea metalică laterală a mânerului ornată pe toată lungimea cu motive vegetale, încrustate cu filigran aurit; capul mânerului oval; teaca din lemn, îmbrăcată în piele (deteriorată), prevăzută la partea inferioară cu o placă metalică conică care nu este originală; brățara superioară ornată în aceeași manieră cu partea laterală metalică a mânerului, aurită numai la partea exterioară. | Muzeul de Istorie, Galați | Cimec    |
|      | Pistol cu cremene Autor: Lazzarini, Lazzaro                                            | Datare: Sec. XVIII Școală: Italian Dimensiuni: L: 53 cm; Calibru: 15 mm; L țeavă: 35,5 cm Material: lemn; metal                                                                    | Țeava cu suprafața exterioară neuniformă, cu o nervură mediană lată la partea superioară și țel spre gură; lisă în interior; pe nervura aplatizată a țevii, în dreptul tunetului inscripție "L. Lazarin" și o marcă găurită, înconjurată de cinci crini; mecanismul de declanșarere a focului complet și funcțional; cu motive decorative la exterior; la partea inferioară a platinei inscripția "SOFIANTI"; mecanismul de declanșare complet, cu brațul de fixare spre uluc și pat ornamentat; cu garda ornementată spre exterior cu motive vegetale; patul și ulucul din lemn, deteriorate; patul decorat cu o placă metalică ornamentată la partea opusă a mecanismului și cu talpa din metal, sub forma unui bulb, cu o aplică metalică; ambele decorate cu motive vegetale în relief; la partea superioară a patului se află o aplică metalică ornamentată, adăugată ulterior. | Muzeul de Istorie, Galați | Cimec    |
|      | Pistol cu cremene                                                                      | Datare: Sec. XIX Școală: Oriental Dimensiuni: L: 43 cm; Calibru: 15 mm; L țeavă: 28 cm Material: lemn; metal                                                                       | Țeava are o porțiune cilindrică și spre culată troncooctogonală; la partea superioară a țevii, spre gură, și, în mod deosebit, spre culată, ornamentat pe mai multe registre, cu motive vegetale, reliefate, gravate și încrustate cu metal galben (aur); mecanismul de dare a focului este complet; părțile exterioare ale amnarului, cocoșului și platinei sunt ornamentate în aceeași manieră cu țeava; mecanismul de declanșare este complet și funcțional; garda trăgaciului are brațul de fixare la uluc ornamentat în relief cu motive vegetale (flori stilizate); patul și ulucul din lemn, ornate, în întregime, cu încrustații în filigran, cu motive fitomorfe, stilizate, la care se adaugă o placă traforată, pe partea opusă mecanismului de dare a focului și un bulb metalic, finalizat cu o aplică metalică, în care se remarcă semiluna; de asemenea, ornamente cu plăci metalice traforate; la partea inferioară a ulucului se află un locaș metalic pentru vergea, fixat în două brățări; blazonul de pe partea superioară a patului lipsește. | Muzeul de Istorie, Galați | Cimec    |
|      | Pistol cu cremene                                                                      | Datare: Sec. XIX Școală: Oriental Dimensiuni: L: 43 cm; Calibru: 15 mm; L țeavă: 28 cm Material: lemn; metal                                                                       | Țeava are o porțiune cilindrică și spre culată troncooctogonală; la partea superioară a țevii, spre gură, și, în mod deosebit, spre culată, ornamentat pe mai multe registre, cu motive vegetale, reliefate, gravate și încrustate cu metal galben (aur); mecanismul de dare a focului este complet; părțile exterioare ale amnarului, cocoșului și platinei sunt ornamentate în aceeași manieră cu țeava; mecanismul de declanșare este complet și funcțional; garda trăgaciului are brațul de fixare la uluc ornamentat în relief cu motive vegetale (flori stilizate); patul și ulucul din lemn, ornate, în întregime, cu încrustații în filigran, cu motive fitomorfe, stilizate, la care se adaugă o placă traforată, pe partea opusă mecanismului de dare a focului și un bulb metalic, finalizat cu o aplică metalică, în care se remarcă semiluna; de asemenea, ornamente cu plăci metalice traforate; la partea inferioară a ulucului se află un locaș metalic pentru vergea, fixat în două brățări; blazonul de pe partea superioară a patului lipsește. | Muzeul de Istorie, Galați | Cimec    |
|      | Bibliotecă cu însemne ale familiei Regelui Carol I al României                         | Datare: 4/4 al sec. al XIX-lea Școală: Românesc Dimensiuni: L: 276 cm; LA: 65 cm; I: 300 cm Material: lemn stejar, furnir                                                          | Este compus din 3 dulapuri, închise în partea inferioară, cu câte 8 rafturi. Medalioane sculptate cu motive florale, în partea inferioară; motive florale, coroană, inscripții cu devize ale familiei de Hohenzollern (NIHL SINE DEO; FIDELITATE ET VERITATE); în registrul central; 14 blazoane, cu motive zoomorfe, navale, muzicale, în zona rafturilor. | Muzeul de Istorie, Galați | Cimec    |
|      | Mapă                                                                                   | Datare: Mij. sec. al XIX-lea Dimensiuni: L: 40 cm; LA: 30 cm Material: piele, metal, material textil                                                                               | Format tip servietă, din piele de culoare maro; motive romboidale, aurii, chenar cu motive ornamentale de influență orientală aurii; cu trei compartimente interioare, căptușite cu material textil, de culoare verde și un buzunar din piele, de culoare maro; la exterior, pe partea din față, are în zona centrală, o mică broască metalică, cu motive vegetale (căreia îi lipsește cheița), iar în laterale, două curelușe prinse în catarame metalice. | Muzeul de Istorie, Galați | Cimec    |
|      | Bahut care a aparținut lui Mihail Kogălniceanu, istoric, publicist și politician român | Datare: 2/2 sec. al XIX-lea Școală: Atelier central-european; Sevres Dimensiuni: L: 41 cm; LA: 30 cm; I: 82,7 cm Material: lemn de tei, furnir de nuc și trandafir porțelan, bronz | Șase miniaturi din porțelan de Sevres, cu model - scene galante, încadrate de ornamente din bronz, câte două pe fiecare din cele șase sertare; ornamente din bronz aplicate pe părțile laterale și pe picioare; fiecare sertar are în zonă câte o mică broască; în stil rococo. | Muzeul de Istorie, Galați | Cimec    |